# شاهزاده مولای عبدالله مراکش
شاهزاده مولای عبدالله مراکش (انگلیسی: Prince Moulay Abdallah of Morocco) یک سیاست‌مدار اهل مراکش است.